# Grzbiet Wielorybi

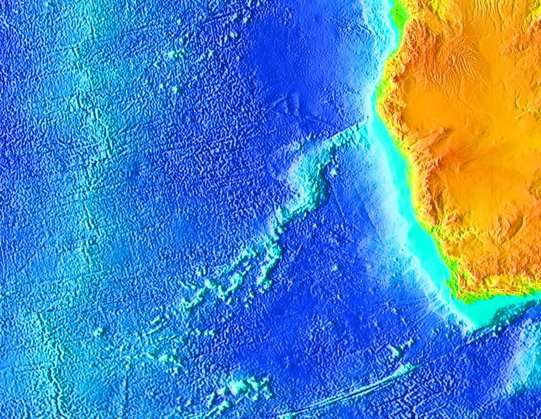

Grzbiet Wielorybi (ang. Walvis Ridge) – grzbiet podmorski na dnie Oceanu Atlantyckiego, położony w jego południowo-wschodniej części. Ma ok. 2450 km długości, rozciąga się pomiędzy Grzbietem Śródatlantyckim i wybrzeżem Afryki, należącym do Namibii. Rozdziela wody oceaniczne na baseny Angolski i Przylądkowy. Jego wysokość dochodzi do 4000 m ponad dno oceaniczne w otaczających go basenach.
Na Grzbiecie Wielorybim znajdują się m.in.: wyspa Tristan da Cunha, góra podwodna Ewing
Nie jest grzbietem śródoceanicznym związanym ze strefą spreadingu - rozrostu dna oceanicznego. Jest to grzbiet powstały w wyniku przesuwania się płyty oceanicznej ponad tzw. plamą gorąca. Zbudowany jest ze skał wulkanicznych.
Jego wschodnia część powstała w kredzie, między 120 a 80 mln lat temu (apt - kampan).